# 高橋美香
高橋美香，日本女性動畫師、人物設計師。隸屬於Studio LIVE。

## 人物簡介
以前參加許多部電視動畫的片頭與片尾的原畫作業，2007年10月首播的《魔人偵探腦嚙涅羅》首次擔任人物設定。

## 主要參加作品

### 電視動畫
- 超魔神英雄傳（1997年，原畫）
- 星際牛仔（1998年，原畫）
- 名偵探柯南（1999年，原畫）
- 數碼寶貝大冒險（1999年－2000年，原畫）
- 第一神拳（2000年－2002年，原畫）
- 犬夜叉（2001年，原畫）
- 人造人009 THE CYBORG SOLDIER（2001年－2002年，原畫）
- 盜賊王JING（2002年，原畫）
- 轟炸超人（2002年，原畫）
- 成惠的世界（2003年，總作畫監督、OP作畫監督、ED原畫、作畫監督）
- 第一神拳 Champion Road（2003年，原畫）
- F-ZERO 法爾康傳說（日语：F-ZERO ファルコン伝説）（2003年，OP原畫、作畫監督、原畫）
- 超變身角色扮演前傳（2004年，原畫）
- LOVE♥LOVE?（2004年，原畫）
- 陰陽大戰記（2004年，原畫）
- 流星戰隊Musumet（2004年，原畫）
- 微笑的閃士（2004年，作畫監督、原畫）
- 我愛美樂蒂（2005年，原畫）
- 神樣中學生（2005年，原畫）
- 黏黏妖美少女（2005年，原畫）
- BLACK BLOOD BROTHERS（2006年，OP原畫、作畫監督、原畫）
- 神聖十月（2007年，ED原畫）
- 魔人偵探腦嚙涅羅（2007年，主要人物設定、總作畫監督）
- 楚楚可憐超能少女組（2008年，原畫）
- 戀姬†無雙（2008年，作畫監督、原畫、過場動畫）
- ONE OUTS（2008年，作畫監督、原畫）
- 少年犯之七人（2010年，總作畫監督、作畫監督、OP作畫監督、原畫）
- 學園默示錄 HIGHSCHOOL OF THE DEAD（2010年，原畫、第2原畫、OP原畫）
- 魔法少女小圓（2011年，總作畫監督[1]、作畫監督、作畫監督協力、原畫）
- 電波女與青春男（2011年，原畫）
- HUNTER×HUNTER (新版)（2011年－2014年，作畫監督）
- 潮與虎（2015年－2016年，作畫監督）
- 偶像事變（2017年，作畫監督）
- 傀儡馬戲團（2018年－，作畫監督）

### OVA
- 校園迷糊大王 一學期補習（2005年，原畫）
- 改造新人類（2011年，作畫監督）

### 電影動畫
- 劇場版 神奇寶貝：夢幻與波導的勇者 路卡利歐（2005年，作畫監督）
- 劇場版 神奇寶貝：神奇寶貝保育家與蒼海的王子 瑪納霏（2006年，原畫）
- 劇場版 HUNTER×HUNTER 緋色之幻影（2013年，原畫協力）

## 相關項目
- Studio LIVE（日语：スタジオ・ライブ）
- 日本動畫師列表

## 出處
1. ↑  . 電視動畫「魔法少女小圓」公式官網.   [2016-07-15]. （原始内容存档于2015-10-13） （日语）.